# Feliks (II.)
Protupapa Feliks (II.),  katolički protupapa od 355. do 365. godine. 